# Десять манатов
Де́сять мана́тов (азерб. и туркм. on manat) — номинал банкнот и монет азербайджанского маната и туркменского маната.

## Банкноты

### Вышли из обращения
| Страна                                                                                                | Изображение     | Изображение       | Размеры (мм) | Основные цвета        | Описание                                                        | Описание                                                           | Годы печати |
| Страна                                                                                                | Лицевая сторона | Оборотная сторона | Размеры (мм) | Основные цвета        | Лицевая сторона                                                 | Оборотная сторона                                                  | Годы печати |
| --- | --------------- | ----------------- | ------------ | --------------------- | --------------------------------------------------------------- | ------------------------------------------------------------------ | ----------- |
| Азербайджан                                                                                           |                 |                   | 125×63       | коричневый фиолетовый | Девичья башня                                                   | надпись «AZƏRBAYCAN MİLLİ BANKI»                                   | 1992        |
| Азербайджан                                                                                           |                 |                   | 125×63       | синий зелёный         | Девичья башня                                                   | надпись «AZƏRBAYCAN MİLLİ BANKI» и обозначение номинала «ON manat» | 1993        |
| Туркмения                                                                                             |                 |                   | 132×66       | оранжевый розовый     | портрет Сапармурата Ниязова здание Кабинета министров Туркмении | мавзолей Текеша                                                    | 1993        |
| Масштаб изображений — 1,0 пикселя на миллиметр. Даты, обозначенные курсивом, на банкнотах не указаны. |                 |                   |              |                       |                                                                 |                                                                    |             |

### Находятся в обращении
| Страна                                                                                                | Изображение     | Изображение       | Размеры (мм) | Основные цвета  | Описание                                                               | Описание                                       | Годы печати |
| Страна                                                                                                | Лицевая сторона | Оборотная сторона | Размеры (мм) | Основные цвета  | Лицевая сторона                                                        | Оборотная сторона                              | Годы печати |
| --- | --------------- | ----------------- | ------------ | --------------- | ---------------------------------------------------------------------- | ---------------------------------------------- | ----------- |
| Азербайджан                                                                                           |                 |                   | 134×70       | голубой         | Дворец Ширваншахов и Девичья Башня на фоне древнего города Ичери Шехер | карта Азербайджана на фоне ковровых орнаментов | 2005        |
| Туркмения                                                                                             |                 |                   | 132×66       | красный розовый | портрет Махтумкули                                                     | здание центрального банка Туркмении            | 2009        |
| Туркмения                                                                                             |                 | 2012              | 132×66       | красный розовый | портрет Махтумкули                                                     | здание центрального банка Туркмении            |             |
| Масштаб изображений — 1,0 пикселя на миллиметр. Даты, обозначенные курсивом, на банкнотах не указаны. |                 |                   |              |                 |                                                                        |                                                |             |

## Памятные монеты
В 2011 году в честь 20-летия независимости Туркмении выпущены 2 золотые и 2 серебряные монеты номиналом 10 манатов.
| 2011 | | 20 лет независимости Туркмении. Монумент Конституции |
| 2011 | Аверс: герб Туркмении, надпись на туркм. TÜRKMENISTANYŇ GARAŞSYZLYGYNA 20 ÝYL, оливковые ветви, руб-аль-хизб. Реверс: Монумент Конституции, его название на туркм. KONSTITUSIÝA BINASY, салют, даты «1991 2011», номинал монеты, руб-аль-хизб, масса и проба металла. Гурт рубчатый. Номинал: 10 манатов. Материал: золото-917. Масса: 39,94 г. Диаметр: 38,61 мм. Тираж: 100 шт. |                                                      |
| 2011 | | 20 лет независимости Туркмении. Монумент Конституции |
| 2011 | Аверс: герб Туркмении, надпись на туркм. TÜRKMENISTANYŇ GARAŞSYZLYGYNA 20 ÝYL, оливковые ветви, руб-аль-хизб. Реверс: Монумент Конституции, его название на туркм. KONSTITUSIÝA BINASY, салют, даты «1991 2011», номинал монеты, руб-аль-хизб, масса и проба металла. Гурт рубчатый. Номинал: 10 манатов. Материал: золото-917. Масса: 15,98 г. Диаметр: 28,40 мм. Тираж: 200 шт. |                                                      |
| 2011 | | 20 лет независимости Туркмении. Монумент Конституции |
| 2011 | Аверс: герб Туркмении, надпись на туркм. TÜRKMENISTANYŇ GARAŞSYZLYGYNA 20 ÝYL, оливковые ветви, руб-аль-хизб. Реверс: Монумент Конституции, его название на туркм. KONSTITUSIÝA BINASY, салют, даты «1991 2011», номинал монеты, руб-аль-хизб, масса и проба металла. Гурт рубчатый. Номинал: 10 манатов. Масса: 28,28 г. Диаметр: 38,61 мм. Тираж: 200 шт.                       |                                                      |
| 2011 | | 20 лет независимости Туркмении. Монумент Конституции |
| 2011 | Аверс: герб Туркмении, надпись на туркм. TÜRKMENISTANYŇ GARAŞSYZLYGYNA 20 ÝYL, оливковые ветви, руб-аль-хизб. Реверс: Монумент Конституции, его название на туркм. KONSTITUSIÝA BINASY, салют, даты «1991 2011», номинал монеты, руб-аль-хизб, масса и проба металла. Гурт рубчатый. Номинал: 10 манатов. Масса: 12,00 г. Диаметр: 28,40 мм. Тираж: 300 шт.                       |                                                      |